# Nový zámek (Banská Štiavnica)
Nový zámek (jiné názvy: Dívčí hrad, Dívčí zámek, Panenský hrad, Nový hrad) je protiturecká renesanční pevnost v Banské Štiavnici.
I když je tento objekt nazýván "zámok" nejedná se o pohodlné šlechtické sídlo ani hrad. Stavba je šestipodlažní renesanční budova se čtyřmi baštami a střílnami. Vznikla v letech 1564 - 1571 jako protiturecká strážní věž a byla jedním z článků signalizační soustavy na středním Slovensku tzv. vartovkovek. Je postavena na vyvýšenině v centru města. V současnosti je sídlem Slovenského báňského muzea a je zde vystavena expozice věnovaná původnímu účelu stavby. V minulosti sloužila i jako hodinová věž, když se troubilo každou čtvrthodinu a každou hodinu se bilo na zvon. Nejvyšší patro slouží i jako turistická vyhlídková plošina.
Je nazýván také jako Panenský podle kopce Dívčí vrch (německy Frauenberg), na kterém je postaven.